# دایسوکه تاکاهاشی (ورزشکار)
دایسوکه تاکاهاشی (انگلیسی: Daisuke Takahashi؛ زادهٔ ۱۶ مارس ۱۹۸۶) اسکیت‌باز نمایشی اهل ژاپن است.